# Раян Сенхаджи
Раян Мохамед Сенхаджи (на френски: Rayan Mohammed Senhaji) е френски футболист, който играе на поста централен защитник. Състезател на Крумовград.

## Кариера
На 1 септември 2020 г. Сенхаджи е обявен за ново попълнение на Монтана. Прави дебюта си на 13 септември при загубата с 2:0 като гост на ЦСКА 1948. 
Впоследствие французинът играе за датския Ямербугт и алжирските Хюсеин Дей и Кабилия.
На 31 януари 2023 г. Раян подписва с благоевградския Пирин. Дебютира на 27 февруари при загубата с 0:1 като домакин на Черно море.
На 5 юли 2023 г. французинът става част от отбора на Крумовград. Прави дебюта си на 14 юли при победата с 3:1 като домакин на Лудогорец.